# Massif de Zala
Le massif de Zala (hongrois : Zalai-dombság [ˈzɒlɒi dompʃaːg]) est un massif collinéen situé au sud-est du lac Balaton dans les collines de Transdanubie.

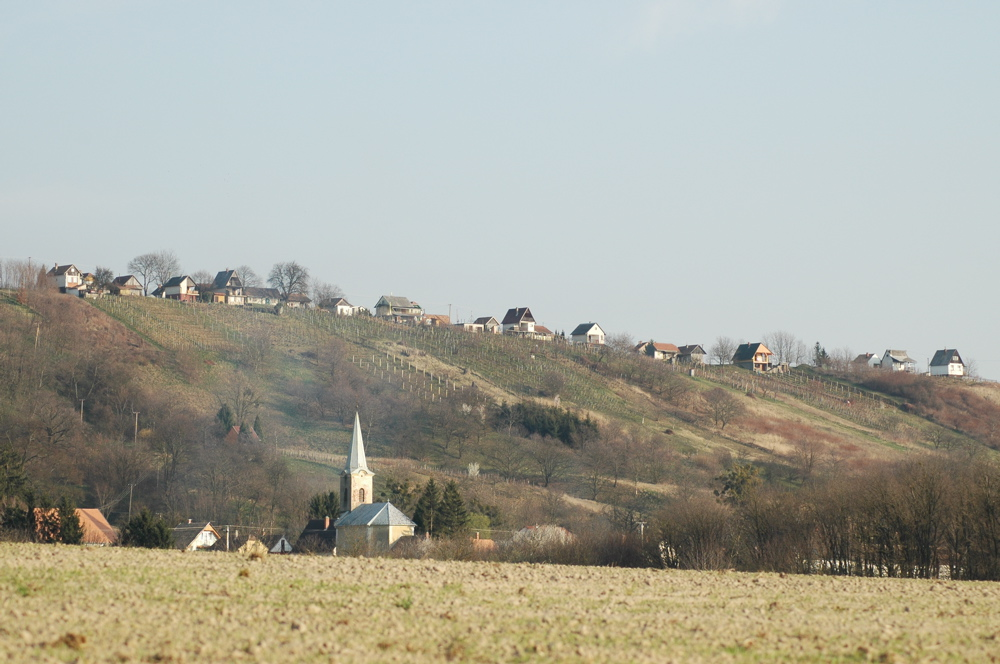
Vignes à Pusztaszentlászló.